# Canfanaro
Canfanaro (in croato Kanfanar) è un comune croato di 1 538 abitanti, situato nella parte meridionale dell'Istria.
Sulla strada tra Canfanaro e Coreni su uno sperone di roccia che spunta in mezzo alla valle della Draga (detto anche Vallone di Canfanaro), l'antico proseguimento in terraferma del canale di Leme, si trova Duecastelli una piccola città medievale fortificata abbandonata da tre secoli.

## Società

### Etnie e minoranze straniere
Il 31 dicembre 1900, il comune di Canfanaro contava 3.280 abitanti e comprendeva gli insediamenti di Babani, Baratto, Burich (Burići), Curilli, Dobravci (o Dobrovae), Ladich (Vladić o Villa Ladetić), Marich (Marići), Matohanci, Morgani, Morosini e Rojal e si estendeva per 74,73 km². In quel periodo, secondo il discusso censimento austriaco, il 93,232 % degli abitanti (pari a 3.058 unità) era di madrelingua croata, il 6,067 % (199 unità) di madrelingua italiana, lo 0,457 % (15 unità) di madrelingua slovena e lo 0,244 % (8 unità) di madrelingua tedesca. Nella sede comunale di Canfanaro, che contava 742 abitanti, prevaleva la comunità croata (pari a 586 unità) su quelle italiana (141 unità), tedesca (8 unità) e slovena (7 unità). 

Secondo il censimento del 1921, su 3811 cittadini, 3638 erano di madrelingua italiana.

### La presenza autoctona di italiani
È presente una piccola comunità di italiani autoctoni che rappresentano una minoranza residuale di quelle popolazioni italofone che abitarono per secoli la penisola dell'Istria e le coste e le isole del Quarnaro e della Dalmazia, territori che appartennero alla Repubblica di Venezia. La presenza degli italiani a Canfanaro è drasticamente diminuita in seguito all'esodo giuliano dalmata, che avvenne dopo la seconda guerra mondiale e che fu anche cagionato dai "massacri delle foibe".
A seguito dell'esodo degli istriani di lingua italiana successivo al secondo conflitto mondiale, la maggior parte della comunità italiana di Canfanaro si rifugiò in Italia. Oggi, nel centro cittadino rimane solo un piccolissimo nucleo di italiani.

### Lingue e dialetti
| %      | Ripartizione linguistica (gruppi principali) |
| ------ | -------------------------------------------- |
| 96,23% | madrelingua croata                           |
| 0,27%  | madrelingua italiana                         |

| %      | Ripartizione linguistica (gruppi principali) |
| ------ | -------------------------------------------- |
| 93,45% | madrelingua croata                           |
| 2,20%  | madrelingua italiana                         |
| 1,10%  | madrelingua albanese                         |

## Località
Il comune di Canfanaro è diviso in 21 insediamenti (naselja):
- Baratto di Canfanaro (Barat)
- Braicovici (Brajkovići)
- Babani (Bubani)
- Burich o Burici (Burići)
- Cervari (Červari)
- Dobrava (Dubravci o Dobravci o Dobrovae)
- Rojal o Rojàl (Jural)
- Canfanaro (Kanfanar), sede comunale
- Coreni (Korenići)
- Curilli (Kurili)
- Ladich o Ladici o Villa Ladetić (Ladići o Vladić)
- Marich o Marici (Marići)
- Morosini (Maružini)
- Motoanci o Motocanzi (Matohanci)
- Morgani (Mrgani)
- Ocretti (Okreti)
- Pilcovici (Pilkovići)
- Putini (Putini)
- Sossi (Sošići)
- Sorici (Šorići)
- Zonti (Žuntići)